# Francisc Spielmann
Francisc Spielmann (n. 10 iulie 1916, Oradea, Austro-Ungaria – d. 21 noiembrie 1974, Oradea, România) a fost un fotbalist maghiar din România, jucător în echipa națională de fotbal a României, pentru care a marcat patru goluri.
În sezonul 1948/49 a câștigat campionatul României la fotbal cu echipa CAO din Oradea.

## Legături externe
- Francisc Spielmann pe romaniansoccer.ro
- Francisc_Spielmann pe national-football-teams.com